# Nadir Çiftçi
Nadir Çiftçi (12 de fevereiro de 1992) é um futebolista neerlandês de ascendência turca.
Atualmente joga pelo Celtic, e decidiu que irá jogar pela Turquia, mesmo tendo nascido na Holanda.

## Portsmouth
Çiftçi foi o jogador mais novo da Football League Championship 2010-2011 a marcar um gol.